# 174363 Donyork
174363 Donyork è un asteroide della fascia principale. Scoperto nel 2002, presenta un'orbita caratterizzata da un semiasse maggiore pari a 2,7484633 UA e da un'eccentricità di 0,0924141, inclinata di 10,46259° rispetto all'eclittica.
L'asteroide è dedicato a Don York, astronomo statunitense e cofondatore della Sloan Digital Sky Survey.